# Bågspännaren

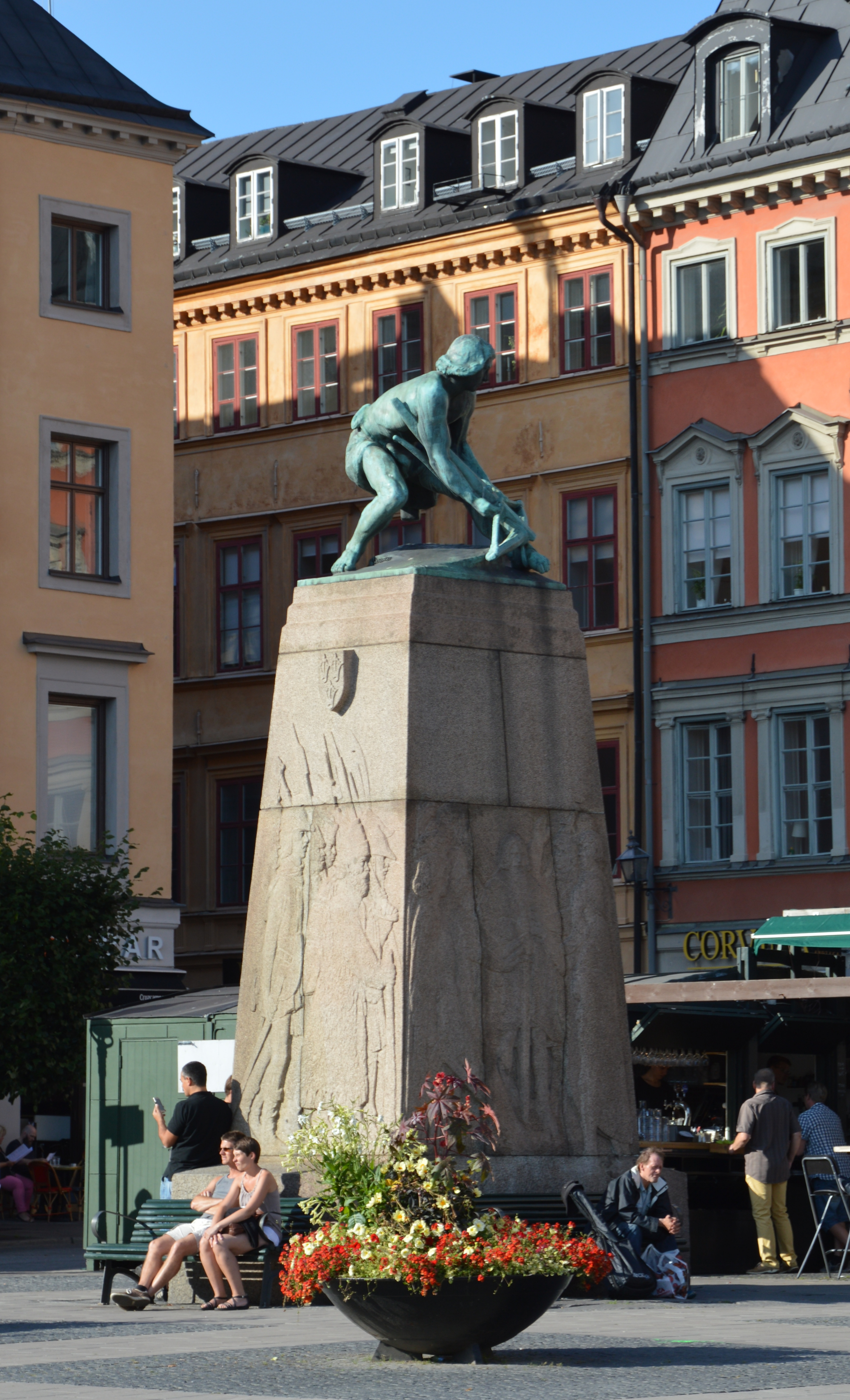
Bågspännaren

Bågspännaren ist ein Denkmal für den Engelbrekt-Aufstand der Jahre 1434 bis 1436.
Es befindet sich an der Nordwestseite des Kornhamnstorget in der Stockholmer Altstadt Gamla stan in Schweden.
Das Denkmal wurde vom Bildhauer Christian Eriksson geschaffen und 1916 an seinem heutigen Standort aufgestellt. Es besteht aus einem hohen, sich nach oben verjüngenden Sockel, auf dem sich eine Bronzeskulptur befindet. Die Skulptur stellt einen jungen Mann in gebeugter Haltung dar, der gerade seine Armbrust spannt. Engelbrekt Engelbrektsson, der Führer des Aufstandes gegen den dänischen König, sowie seine Kämpfer sind nur als Relief auf dem Sockel dargestellt.
Ursprünglich war eine Aufstellung des Denkmals in Falun vorgesehen. Den dortigen Verantwortlichen erschien das Denkmal aber zu sozialistisch. Man hatte eine Darstellung Engelbrekt Engelbrektssons erwartet und sah in dem Werk jedoch die Darstellung einer Idee. Ein Verein zur Verschönerung Stockholms erwarb dann das Denkmal und schenkte es der Stadt.
Der Autor Ivar Lo-Johansson erwähnt das Denkmal in seinem autobiografischen Roman Asfalt und merkt an, dass man hier das erste Mal einem gewöhnlichen Menschen dargestellt sieht, der seinen Bogen zum Schutz seines Landes gegen den Feind spannt.